# الحملة الصليبية الثامنة
الحملةُ الصليبيّةُ الثامنةُ كانتْ حملةً فاشلةً أطلقَها وقادها لويسُ التاسعُ ملكُ فرنسا سنةَ 1270م. تسمّى «الصليبيّةُ الثامنةُ» (بالإنجليزية: Eighth Crusade) أحياناً الحملةَ السابعةَ، وذلكَ في حالةِ اعتبرتِ الحملتانِ الخامسةُ (18-1221م) (التي نذرَ فريدريك الثاني هوهنشتاوفن السوابي الإمبراطورُ الرومانيُّ المقدسُ النذرَ الصليبيَّ أنْ يذهبَ فيها ولمْ يفِ بنذرِه)، والسادسةُ (28-1229م) (التي قادها فريدريك الثاني وحده للخلاصِ من الحرمانِ الكنسيِّ الذي أوقعَه عليهِ البابا «چريچوريوس التاسعُ» (حبريته 27-1241) بسببِ ذلكَ النذرِ) على أنهما حملةٌ واحدة. كما تعدّ الحملةُ التاسعةُ أحياناً جزءاً منَ هذهِ الحملةِ.

## السياقُ التاريخيُّ

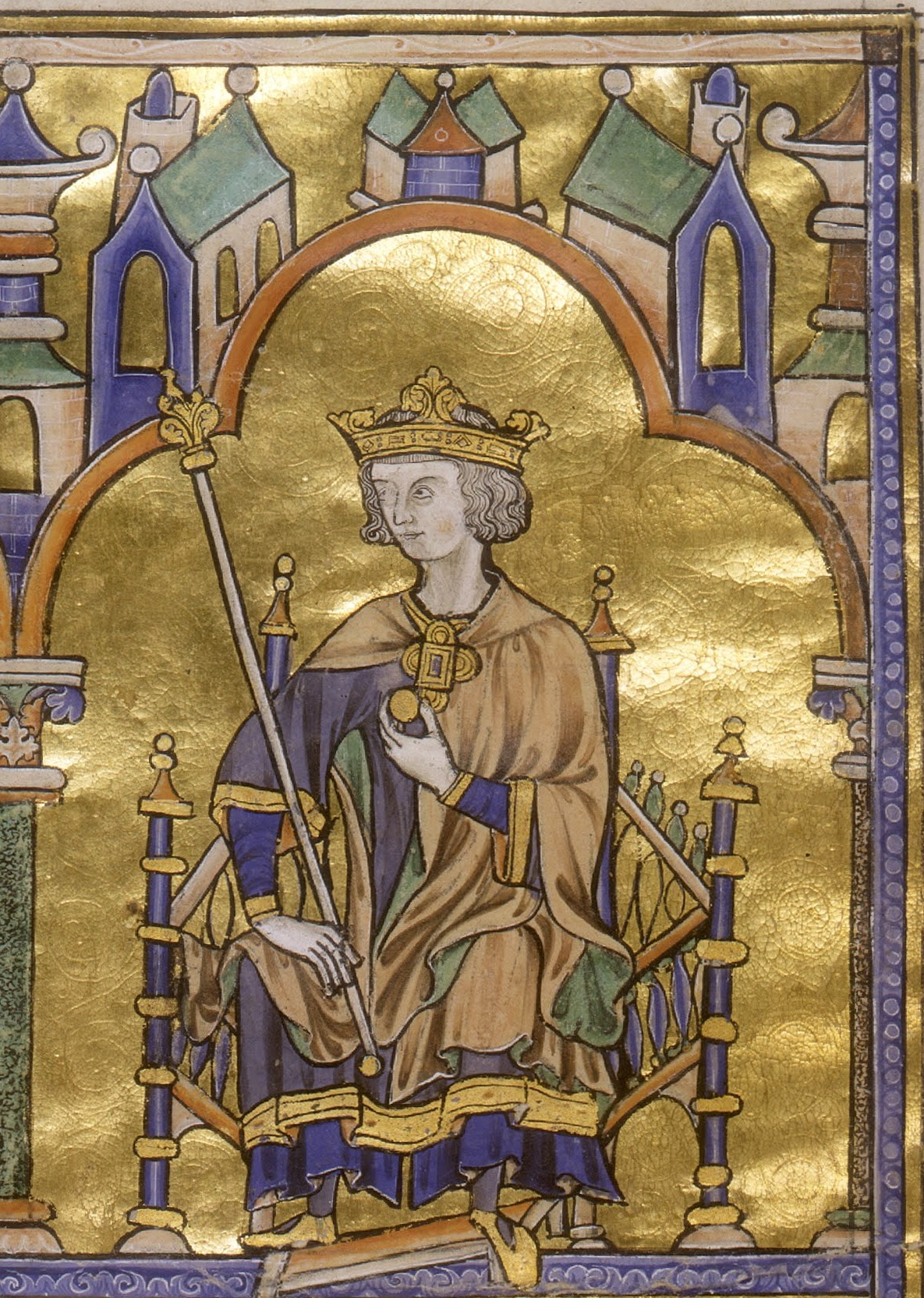
لويسُ التاسعُ، لوحةٌ معاصرةٌ (حواليْ عامِ 1230م).

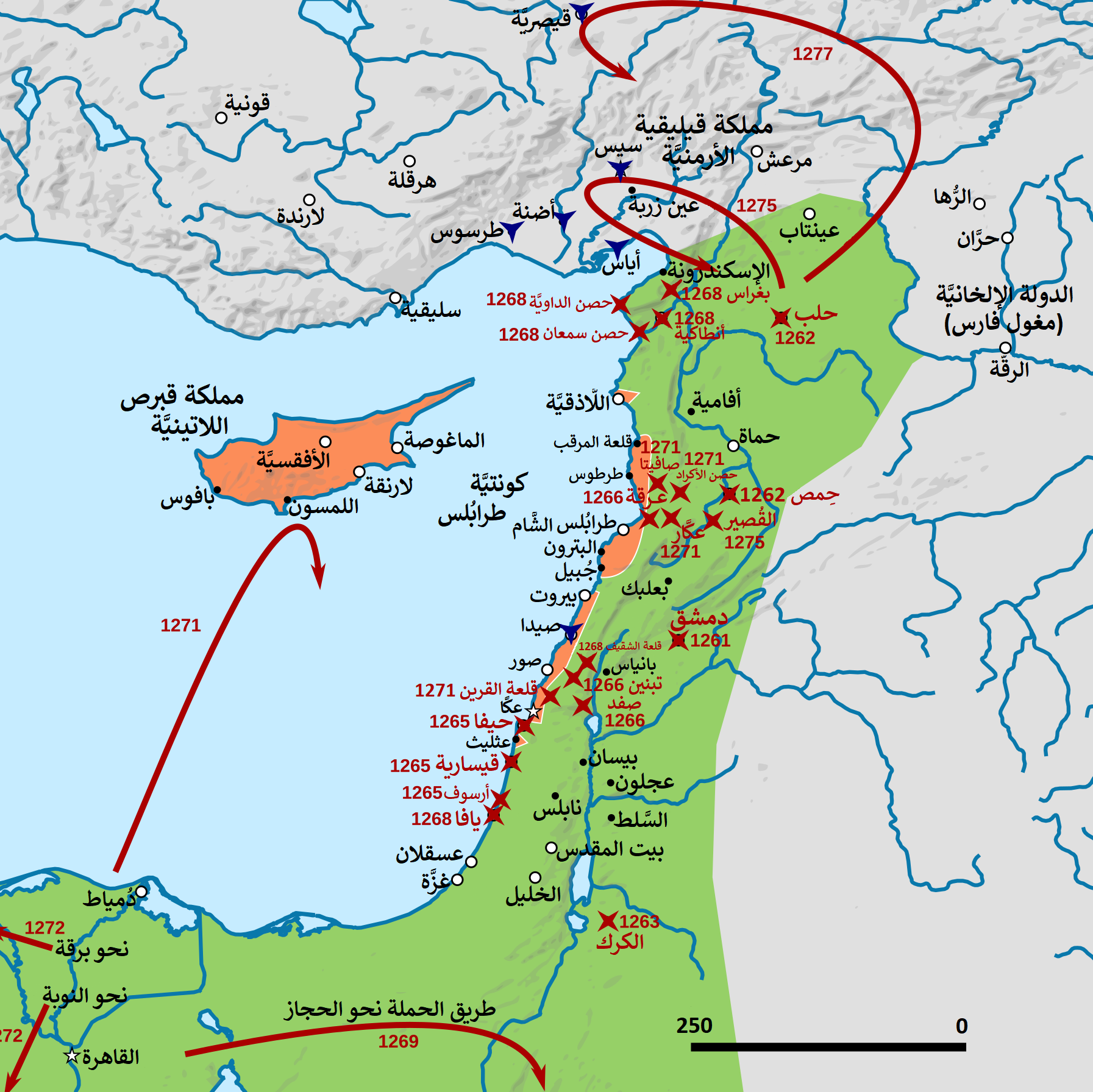
حملاتُ السُلطان الظاهرِ بيبرسَ (60-1277).

كانَ لويسُ التاسعُ (بالفرنسية: Louis IX) (حكم 26-1270م) -على ما يُروى- رجلاً متقشّفاً عاشَ حياتَه ملتزماً بتعاليمِ الكنيسةِ، لكنه كان متعجرفاً اتجاه المسلمين. قادَ صليبيّةً مُنيتْ بالفشلِ الذريعِ إلى دمياطَ بمصرَ (وهي الحملةُ السابعةُ (48-1250م) وهدفَ منها فرضَ شروطِهِ على سلطانِ مصرَ لاستعادةِ بيتِ المقدسِ بعدما أضحتْ مصرُ أقوى دول الشرقِ وأهمها، وقيها أسرَ في المنصورةِ معَ أخويهِ حتى اضطرّتْ والدتهُ -نائبته في غيبتهِ- لأداءِ فديةٍ باهظةٍ لتخليصهِم (1250م).
لم يفقدْ لويسُ الاهتمامَ بالصليبيّينَ في المشرقِ (وهو الذي أمضى بعد افتكاكه من الأسر أربع سنواتٍ (50-1254) يتنقل في الإمارات الصليبية في الشرق محاولاً تنسيق حملةٍ جديدة)، وواصلَ إرسالَ المساعداتِ الماليةِ والعسكريّةِ للدويلاتِ الصليبيّةِ المشرقِيّةِ (بالإنجليزية: Outremer) ما بينَ (54-1266). ارتاعتِ البابويّةُ وأوروپا الغربيّةُ -أو العالمُ المسيحيُّ كما كان يطلق عليه حينئذٍ (بالإنجليزية: Christendom)- منَ الأخبارِ التي مافتئت تردُ منْ بلادِ الشامِ عمّا يجري فيها من أحداثٍ. كانَ السلطانُ المملوكيُّ الظاهرُ بيبرسَ (60-1277م) قدِ استقرَّ له الحكمُ في الدولةِ المملوكيّةِ وشرعَ يناوئُ المغولَ ويهاجمُ بقايا الإماراتِ الصليبيّةِ في الشام. وكانَ مما ساعدَ الظاهرَ حربُ «القديس ساباس» بينَ جمهوريتيْ البندقيّةِ وجنوا بسببِ المصالحِ الاقتصاديّةِ المتعارضةِ، والتنافسِ على تجارةِ البحرِ الأبيضِ المتوسطِ، وقدِ أثارتِ الغنائمُ لعابَ الإماراتِ الصليبيةِ فانغمست في الحربِ، واستُنزفتْ مواردها وأُنهكت في الفترةِ 1256م-1260م، ومعَ حلولِ عامِ 1265م كانَ الظاهرُ بيبرسُ قد سيطرَ على الناصرةِ، وحيفا (مؤقتاً)، وقيصريّةَ (شماليَّ فلسطين)، وطورونَ ذاتِ القلعةِ الاستراتيجيّةِ،
 وأرسوفَ. وتحركَ شمالاً، وأرسلَ جيشه ليغزوَ مملكةَ أرمينيا الصّغرى في قيليقيا وأوغلَ وفتحَ عدةَ مدنٍ وموانئَ مهمةٍ فيها عامَ 1266م، وكانََ ملوكُها ذوي تحالفاتٍ وثيقةٍ مع الصليبيينَ في الشامِ وقبرصَ ومع البابويّةِ، كما كانوا متحالفينَ وقتها معَ مغولِ الدولةِ الإلخانيةِ -الخطرِ الداهمِ على الشرقِ الإسلاميِّ فقد أعلنوا خضوعهم للمغول سنة 1244 من قبل سقوطِ بغدادَ (1258م)، وشارك ملكها مع أمير أنطاكية الصليبي في معركة عين جالوت (1260م) حليفاً للمغول قيلما يًدحروا فيها أمام المماليك، ولم تلبثْ "مملكةُ أرمينيا الصغرى" أن ذوتْ بعد حملةِ عام 1266 تلكَ وضعفتْ، ولم يعدْ لها كبيرُ شأنٍ حتى تداعتْ في النهاية على يدِ المماليكِ عامَ 1375م، ثم هاجمَ بيبرسُ إمارةَ أنطاكيَّةَ الصليبيّةَ بنفسهِ وفتحها، فكانَ لسقوطِها دويٌّ في أوروبا فهيَ ثاني الإماراتِ الصليبيةِ في المشرقِ (بالإنجليزية: Levant)، وأطولُها عهداً (1098-1268)، وأمنعُها، ومن أغناها، واضطرَّ هيو الثالثُ لوزينيان (حكم 67-1284) ملكُ قبرصَ -والملكُ الاسميُّ لمملكةِ بيتِ المقدسِ اللاتينيّةِ- للإبحارِ إلى عكا تحسباً لهجومٍ منَ الظاهرِ بيبرسَ عليها. وكانتِ المملكة اللاتينيّة في القسطنطينيّةِ (دامتْ 1204م-1261م) قد سقطتْ على يدِ ملكِ نيقية البيزنطي «ميخائيلَ الثامنِ» (حكم 59-1282م) مؤسساً أسرةَ «باليولوج» البيزنطيّةَ الحاكمة،
 واضمحلَّ الوجودُ الصلببيُّ في الشرق وبدا أنَّ نهايتّه قد أزفتْ. في أواخر عامِ 1266م أخبرَ لويسُ التاسعُ البابا «كليمنتَ الرابعَ» (حبريّته 65-1268م) عن نيّتِه شنَّ صليبيّةٍ (بالإنجليزية: Crusade) جديدة. وتبادلَ البابا المراسلاتِ مع «أباقا خان» (65-1282م) في تبريزَ لتنسيقِ الخطواتِ، واتفقا على إنهاكِ بيبرسَ عبرَ مهاجمتهِ في وقتٍ واحدٍ من الشرقِ من قبلِ الإلخانيينَ، ومن الغربِ عبرَ إنزالِ الحملةِ الجديدةِ في مصرَ أو ساحلِ الشام.

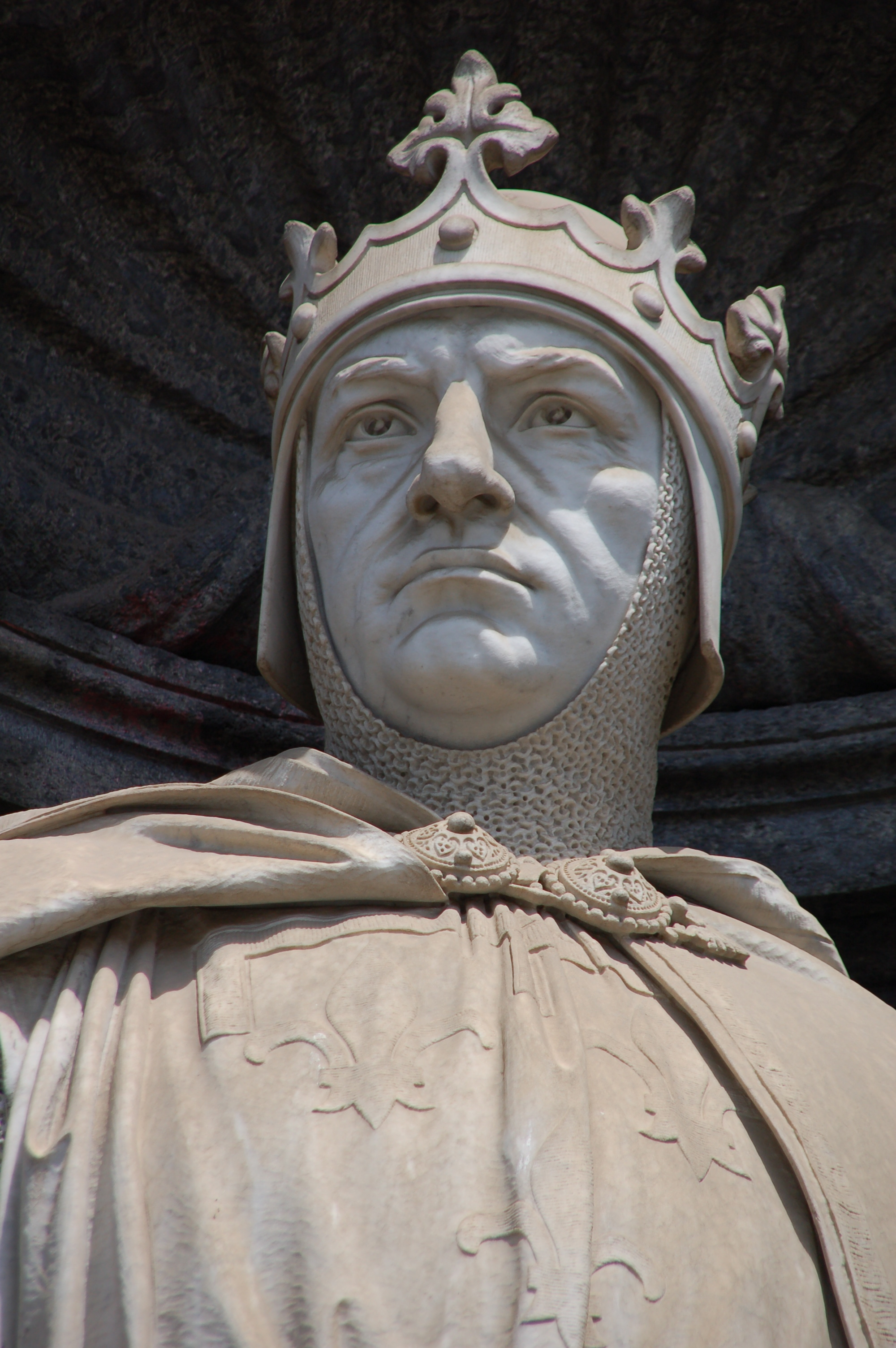
شارلُ الأولُ أو «شارل أنجو» (عاشَ 26-1285م) ملكُ (صقليّةَ -بما فيها جنوب إيطاليا وناپولي)- الأصغرُ في إخوةِ لويسَ التاسعِ ومرافقُهُ في صليبيته السابعة على مصر وفي حملتهِ على تونسَ.

## دوافع الحملة على تونس
بعدما كانتْ وجهةُ الحملةِ عكا، استطاعَ ملكُ صقليّةَ (كانت مملكة صقلية تشمل جنوبَ إيطاليا وناپولي فضلاً عن صقلية) شارلُ الأولُ (حكم 66-1285) [ويعرفُ أيضاً باسمهِ الأصلي «شارل من أنجو» (بالفرنسية: Charles d'Anjou)] إقناعَ أخيهِ لويسَ بأنْ يهاجمَ تونسَ أولاً. ليستِ الدوافعُ لغزوِ تونسَ معروفةً تماماً، ذكر المؤرخُ «سابا مالاسبينا» من القرنِ الثالثَ عشرَ أنَّ شارلَ أقنعَ لويسَ بمهاجمةِ تونسَ لأنه أرادَ ضمانَ دفعِ المؤدّى السنوي الذي كانَ حكامُ تونسَ الحفصيّونَ يدفعونه إلى الإمبراطورِ الرومانيّ المقدس (20-1250) وملكِ صقليّةَ (1198-1250) فريدريك الثاني الشفابي من آلِ هوهنشتاوفن الألمان. بحسبِ معترفِهِ (القسُّ الذي يتلقى اعترافه) «جيوفري من بوليو»ْ كانَ لويسُ مقتنعاً بأنَّ الملكَ الحفصيَّ أبا عبد الله محمداً المستنصرَ (حكم 49-1277) لديهِ استعدادٌ للتحوّلِ إلى المسيحيّة.
كانَ لسلطانِ تونسَ علاقاتٌ مع إسبانيا المسيحيّةِ، واعتبرَ مرشحاً قابلاً للتنصير.
وتبدو أقربُ التصوراتِ لدوافعِ الحملةِ على تونسَ أنه كانتْ لدى شارلَ طموحاتُه لتأسيسِ إمبراطوريّتهِ الخاصةِ في حوضِ المتوسطِ فرأى أن ينتهزَ الفرصةَ بالاستفادةِ من جيشِ أخيهِ لابتزاز صاحبِ تونسَ، فيما يستغلَّ لويسُ احتلالَ تونسَ لتمويلِ حملتهِ إلى مصرَ وتجهيزها بما يتحصَلُ له منْ ذاكَ الغزوِ، لا سيما وأنَّ تونسَ أضعفُ عسكريّاً من مصرَ. والغالبُ أنّه كانَ يشكو من ضعفِ التمويلِ لدرجةِ أنَّ التحضيرَ للحملةِ استطالَ أكثرَ من ثلاثِ سنواتٍ، كانَ يمكنُهُ تجنيدُ مرتزقةٍ لتقويةِ كتائبهِ وشراءُ عتادٍ ومؤنٍ إذ كانَ لزاماً عليهِ تمويلُ جزءٍ كبيرٍ من جيشِهِ من خزينتِهِ بعدما خذلَه نبلاؤه ولم يبدوا كبيرَ اكتراثٍ بالتوجّهِ إلى المشرقِ. كانَ للويسَ تجربةٌ سالفةٌ بذلكَ ففي نهايةِ الصليبيةِ السابعةِ قبعَ بعد خلاصهِ من الأسرِ أربعَ سنواتٍ (50-1254) في عكا يراسلُ نبلاءَهُ ليوافوه إلى فلسطينَ ويستأنفوا القتالَ مجدداً لكنهم رفضوا مطلبه واضطرَ للعودةِ إلى فرنسا بخفّيْ حنين في النهاية. ولايخفى أنَّ الظروفَ في المشرقِ كانتْ مواتيةً أكثرَ بكثيرِ وقتَ الحملةِ السابقةِ من حيث استقرارُ أوضاعِ الإماراتِ الصليبيّةِ نوعاً ما، والقلاقلُ والتشرذمُ في الإماراتِ الأيوبيّةِ، والصراع على السلطةِ فيما بينَ الأمراءِ المماليك.

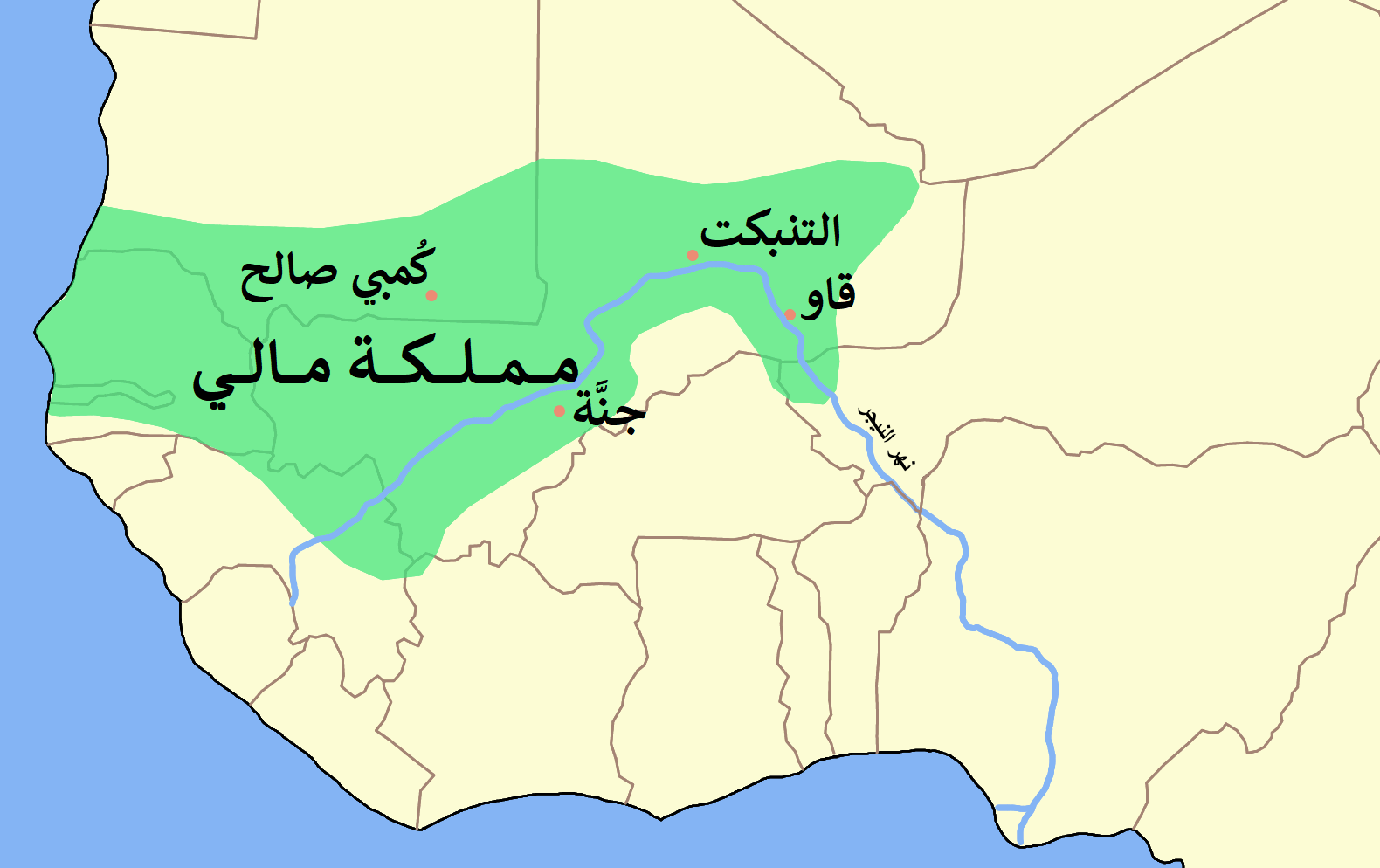
مملكةُ مالي في أقصى اتساعها (حواليْ 1230 - 1670م)

كانتْ تونسُ بلداً غنيّاً بفعلِ التجارةِ الرائجةِ للقوافلِ عبرَ الصحراءِ مع مملكةِ مالي التي دامتْ بين 1230 تقريباً و1670م، وكانَ الذهبُ من مناجمِ غانا التابعةِ لبلاطِ «تُمْبُكتو» يتدفقُ على شمالِ إفريقيا، وكذلك الملح وتجارة الرقيق، وأسهم ذلك في انتعاشِ اقتصاديّاتِ جنوبِ أوروبا نتيجةَ المبادلاتِ التجاريّةِ عبرَ المتوسطِ، فكانتْ جنوا -على سبيلِ المثالِ- تحتلُّ مدينةَ جيجلَ منذ عامِ 1240م وتتخذُ منها قاعدةً تجاريّةً لها. والمعروفُ أنَّ تبنيِّ الأرقام العربيّةِ عوضاً عنِ الرومانيّةِ شاعَ في أوروپا بفضلِ «ليوناردو فيبوناتشي» وكتابِهِ (الذي خرَجّ إلى النّورِ عامَ 1202م)، وفيبوناتشي استقى علومَه وكوّنَ خبراتِهِ في شمالِ إفريقيا، إذْ كانَ أبوهُ مكلفاً بإدارةِ مستعمرةٍ تجاريّةِ لـ«بيزا» في بُجّايةَ ولكي يُعدَّ ابنَه لإدارةِ أعمالِ العائلةِ أرسلهُ يتعلمُ الحسابَ -ربما مثلَ كثيرٍ غيرِه وقتئذٍ- على يدِ معلمٍ عربيٍّ.

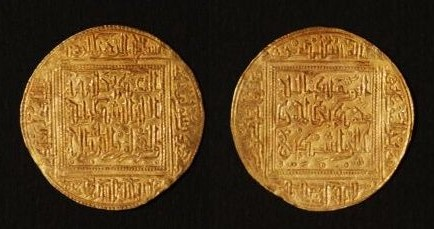
دينارٌ حفصيٌّ مزخرفٌ ومنقوشٌ عليهِ بالخطِّ الكوفيّ. ضربَ في مدينةِ تونسَ أو في بُجّاية بينَ عاميْ 647هـ و675هـ\1249م و1277م في عهدِ السلطانِ الحفصيِّ أبي عبدِ اللهِ محمدٍ المستنصرِ. من محفوظاتِ متحف فنون الحضارة العربية الإسلامية في رُقادة-القيروان.

ولقرونٍ كانَ الذهبُ ينتقلُ إلى أوروبا عبرَ شمالِ إفريقيا وطرقِ القوافلِ عبرَ الصحراءِ الكبرى، فكانَ الذهبُ المستخرجُ من مناجمِ السودانِ يُنقلُ على طولِ هذهِ الطرقِ إلى تونسَ، والإسكندريّةِ، ومراكشَ، وبُجّايةَ، والجزائر، ووهرانَ، وطنجةَ حيثُ يبادلُه التجارُ الطليانُ والبروڤنساليّونَ والأندلسيّونَ المسلمونَ والقشتاليّونَ والأراچونيّونَ بالسلعِ الأوروپيّةِ. وبالمقابلِ كانتِ السفنُ التونسيةُ تزاولُ الأمرَ نفسه مع دويلاتِ جنوبِ أوروبا. فبموجبِ معاهدةٍ مع فريدريك الثاني (ملكِ صقليةَ 1198-1250) -الذي عيّن سفيراً له في البلاطِ التونسي- كانَ الحفصيّونَ يدفعُونَ له أداءً سنويّاً كضريبةٍ عنِ اتجارِهمْ في أراضيهِ وتأمينِ سفنهم. طلبَ شارلُ معاملةً شبيهةً فرفضَ المستنصرُ، وكانَ قد آوى إليهِ أفراداً من آلِ هوهنشتاوفن المطالبينَ بعرشِ صقليةَ، فاستحكمَ العداءُ بينهما.
وكانَ لابدَّ منْ تعليلٍ حولَ سببِ تحويلِ الوجهةِ عنِ الأراضي المقدسةِ سوى المطامعِ الماديّةِ، وهنا ظهرتْ قضيةُ إقناعِ صاحبِ تونسَ بالتنصّر، لكنَّ المؤشراتِ على إمكانيّةِ تحولِ السلطانِ الحفصيِّ إلى المسيحيّةِ ضعيفةٌ للغايةِ. لقدْ كانَ من بنودِ اتفاقيّةِ الصلحِ مع السلطانِ نهايةَ الحملةِ بغيةَ الانسحابِ من تونسَ السماحُ للرهبانِ والقسسِ بالإقامةِ في تونسَ، فكانَ الأولى بالمستنصرِ -لو كانَ ميّالاً إلى النصرانيّةِ- أن يسمحَ لهم من قبلِ ذلكَ بالإقامةِ في بلدهِ ويشملهمْ برعايتهِ بل ويوفرَ لهم أسبابَ بثِّ دعوتهم، كما أنَّ الاتفاقيّةَ جاءتْ خلواً من أدنى إشارةٍ لمعتقدِ السلطانِ أو رعيّته. وسبقَ للمستنصرِ بُعيْدَ سقوطِ بغدادَ أنْ طلبَ من شريفِ مكةَ البيعةَ كي لاتنقطعَ الخلافةُ فأرسلَها الشريفُ له، فتلقبَ بأميرِ المؤمنينَ (أواخرَ 656هـ/1258م). وهذا يدلُّ على أنَّه كانَ للمستنصرِ تطلّعاتُه الخاصةُ نحوَ زعامةِ العالمِ الإسلامي مما يتناقضُ ورغبتَه في التنصرِ. إلا أنَّ هذا سيفيدُ لويسَ على كلِ حالٍ في تحقيقِ هدفِهِ، إذْ سيكونُ للحملةِ -إن لم تفلحْ في تنصيرِ أميرِ المؤمنينَ- ضجةٌ في أوروپا بهزيمةِ خليفةِ المسلمينَ، وتمهيدٌ إعلاميٌّ كبيرٌ قبل غزوِ مصرَ.

مملكة صقلية (بالأخضر) عام 1154. كانت "سيراقوزا" العاصمة البيزنطيّة، و"بلرم" ("باليرمو") العاصمة الإسلاميّة لصقلية القروسطيّة.

أما فكرةُ أنَّ هذهِ الحملةَ ستمنحُ قاعدةً للهجوم على مصرَ فأمرٌ بعيدُ الاحتمالِ لبعدِ الشُقةِ ما بين تونسَ ومصرَ، ولأنّه يمكنُ الاعتمادُ على صقليّةَ إذا لزمَِ الأمرُ، وأخيراً لأن مملكةَ آلِ «لوزينيانَ» (بالإنجليزية: House of Lusignan) اللاتينيّةَ في قبرصَ (1192م-1489م) تمثلُ قاعدةً مثاليةً أفضلَ بكثيرٍ من حيثُ الموقعُ والتسهيلاتُ للانطلاقِ لغزوِ مصرَ على نحوِ ما قام به لويس نفسه في الصليبيّةِ السابعة.

## الحملة
تلقى لويسُ الصليبَ البابويَّ رسمياً إيذاناً بقبولِ نذْرهِ الصليبيَِ كقائدٍ في حملةٍ صليبيّةٍ -وهوَ ما قد يُعرضّه للحرمانِ الكنسيِّ في حالِ حنثهِ- في 24 مارسَ/آذارَ لعامِ 1267 في اجتماعٍ أمامَ نبلائهِ. أقيمَ حفلٌ ثانٍ في الخامسِ من يونيو/حزيرانَ من العامِ نفسهِ أمامَ المندوبِ البابويِّ في كاتدرائيةِ «نوتردام دو پاري» (بالفرنسية: Notre Dame de Paris)، وكانَ خَتَنُ لويسَ ملكُ «نبارّة» «ثيوبالدُ الثاني» (تيباط)
 حاضراً وتلقى الصليبَ كدليلٍ على اشتراكهِ أيضاً. وتلقّاه معَ لويسَ ثلاثةٌ من أبنائِهِ أيضاً. كانتِ الاستجابةُ للحملةِ مخيّبةً للآمالِ حتى قياساً بالاستجابةِ للصليبيّةِ السابعةِ عامَ 1248م، ومعَ أنَّ عدمَ الشعبيّةِ هذا قدْ يكونُ مبالغةً من قبلِ مؤرخهِ «جان دي جوينڤيل» الذي عارضَ المشروعَ ولمْ يرافقْ مليكه في الحملةِ، إلا أن ما يدعمُ هذا الرأيَ أنه لم يرافقْ لويس إلا قلةٌ من نبلائه، وقد ذكرتْ أسماءُ أربعةٍ حضروا توقيعَ الاتفاقيّةِ معَ المستنصرِ يرحّحُ أنهم جميعُ المشاركينَ من كبارِ النبلاء.

راية الحفصيّينَ (1207-1574).

تنازلَ البابا كليمنتُ الرابعُ عن عُشرِ دخلِ الكنيسةِ في نبارّة للملكِ «ثيوبالد» (تيباط) لتمويلِ الحملةِ، وقامَ الرهبانُ الفرنسيسكانُ والدومينيكانُ في «بنبلونةَ» بالتبشيرِ للحملةِ في نبارّة. أبحرت كتيبةٌ أراغونيّةٌ بقيادةِ «جيمسَ الأولِ» من برشلونةَ-أراچونَ في سبتمبرَ/أيلولَ عامَ 1269م، لكنها تعرضتْ لأضرارٍ جسيمةٍ نتيجةَ عاصفةٍ هوجاءَ؛ وعاد معظمُ الناجينَ إلى ديارهمْ، ووصلَ منها فصيلٌ واحدٌ بقيادةِ ابنيْ الملكِ بيدرو فرنانديز وفرنان سانشيز إلى عكا، ولكنهم سُرعانَ ماقفلوا عائدينَ إلى أراچونَ أيضاً.

خريطةُ خليجِ تونسَ.

بعدَ تأخيرِ حوِاليْ شهرٍ عنِ الموعدِ المحددِ وفي الأولِ من يوليو/تموزَ عامَ 1270م أبحرَ أسطولٌ كبيرٌ بقيادةِ لويسَ من «إيجوس مورتس» جنوبيَّ فرنسا، وفي اليومِ التالي أبحرَ أسطولٌ ثانٍ بقيادةِ ملكِ نبارّة منْ مرسيليا. تضامَّ الأسطولانِ في «كالياري» على الساحلِ الجنوبيِّ لجزيرةِ سردانيا. وإلى ذلكَ الحينِ كانَ المتعارفُ عليهِ بينَ القادةِ أن الوجهةَ إلى المشرقِ، لكن لويسَ في اجتماعٍ على متنِ سفينتهِ طلبَ منهمُ الموافقةَ على التوجّهِ إلى تونسَ، ووافقوا حتى رجالِ الدينِ المرافقونَ للحملةِ، ويذكرُ ابنُ خلدونَ (1332م-1406م) في تاريخهِ
 أن لويسَ كانَ يُبيّتُ النيّةَ لغزوِ تونسَ من قبلِ خروجهِ، وأنَّ المستنصرَ كانَ يعلمُ بذلكَ فقد أمرَ بالاستكثارِ من العتادِ وأرسلَ إلى الثغورِ لإصلاحِ الأسوارِ وخزنِ الحبوبِ، كما أرسلَ إلى لويسَ لاختبارِ نواياهُ، أما لويسُ فلم يفصحْ عن عزمهِ تغييرَ وجهتهِ حتى لايتخلى عنه قادتُه على الأرجحِ، ولمّا وردتِ الأخبارُ بتحركِ الصليبيينَ جمعَ المستنصرُ مجلسَ شوراهُ، فقرَ رأيُهمْ على الدفاعِ ومحاصرةِ العدوِّ ومنعهِ منَ الهجومِ، وأعلنَ النفيرَ في المملكةِ [غالباً لضعفِ قواتهِ قرّرَ المستنصرُ والمجلسُ اتباعَ استراتيجيّةِ الاستنزافِ وإضاعةِ الوقت]. رسا الأسطولُ المشتركُ الذي بلغَ ثلاثمئةِ سفينةٍ ما بينَ صغيرةٍ وكبيرةٍ (معظمها سفنٌ جنويةٌ مستأجرةٌ) على خليجِ تونسَ ثامنَ عشرَ (18) شهرِ يوليو/تموزَ دونما مقاومةٍ كبيرةٍ [إنَّ طولَ الفترةِ ما بينَ الإقلاعِ من كالياري والرسوِّ في تونسَ لممّا يرجحُ مواجهتهم بعضَ المقاومةِ قبلَ إبرارهمْ أوِ انتظارهمْ لشيءٍ منَ الوقتِ في صقليّةَ، لأنّه ثمّة مراجعُ عربيّةٌ تذكرُ خروجَ الحملةِ من صقليّةَ]. اتخذَ الصليبيّون -الذين بلغَتْ عدتهم ستةَ آلافِ فارسٍ وثلاثينَ ألفاً من المشاةِ- معسكراً لهم في أنقاضِ قرطاجَةَ المدينةِ الفينيقيّةِ العريقةِ، فدعّموا أسوارَها مااستطاعوا، وحفروا خندقاً حولها، وأقاموا -دونما اشتباكٍ جديٍّ- ينتظرونَ وصولَ الكتيبةِ الصقليّةِ بقيادةِ «شارلَ الأولِ» (شارل أنجو) الذي قبعَ شهراً في صقليّةَ ينتظرُ أسطولَه للإبحارِ، لكنْ في الأولِ من المحرَّمِ عامَ 669هـ وقبلَ موتِ لويسَ جرتْ معركةٌ عنيفةٌ قتلَ فيها خلقٌ كثيرٌ من الجانبينِ -بحسبِ ابنِ خلدونَ- ويبدو أنها لم تكُ حاسمةً لأن الفريقيْنِ بقيا على مواقعهما.
وجرتْ مناوشاتٌ بينَ الصليبيينَ وجنودٍ متطوعةٍ من أهلِ البلادِ -ممنْ عرفوا المسالكَ جيداً- كانوا يتسللونَ عبرَ البحيرةِ من مواضعَ يَخْبُرونها فيباغتونَ العدوَّ ويهاجمونَه على حينِ غرةٍ، لكنْ بعدَ عدّةِ مراتٍ عرفَ الصليبيونَ هذي المواضعَ وشدّدوا الحراسةَ عليها.

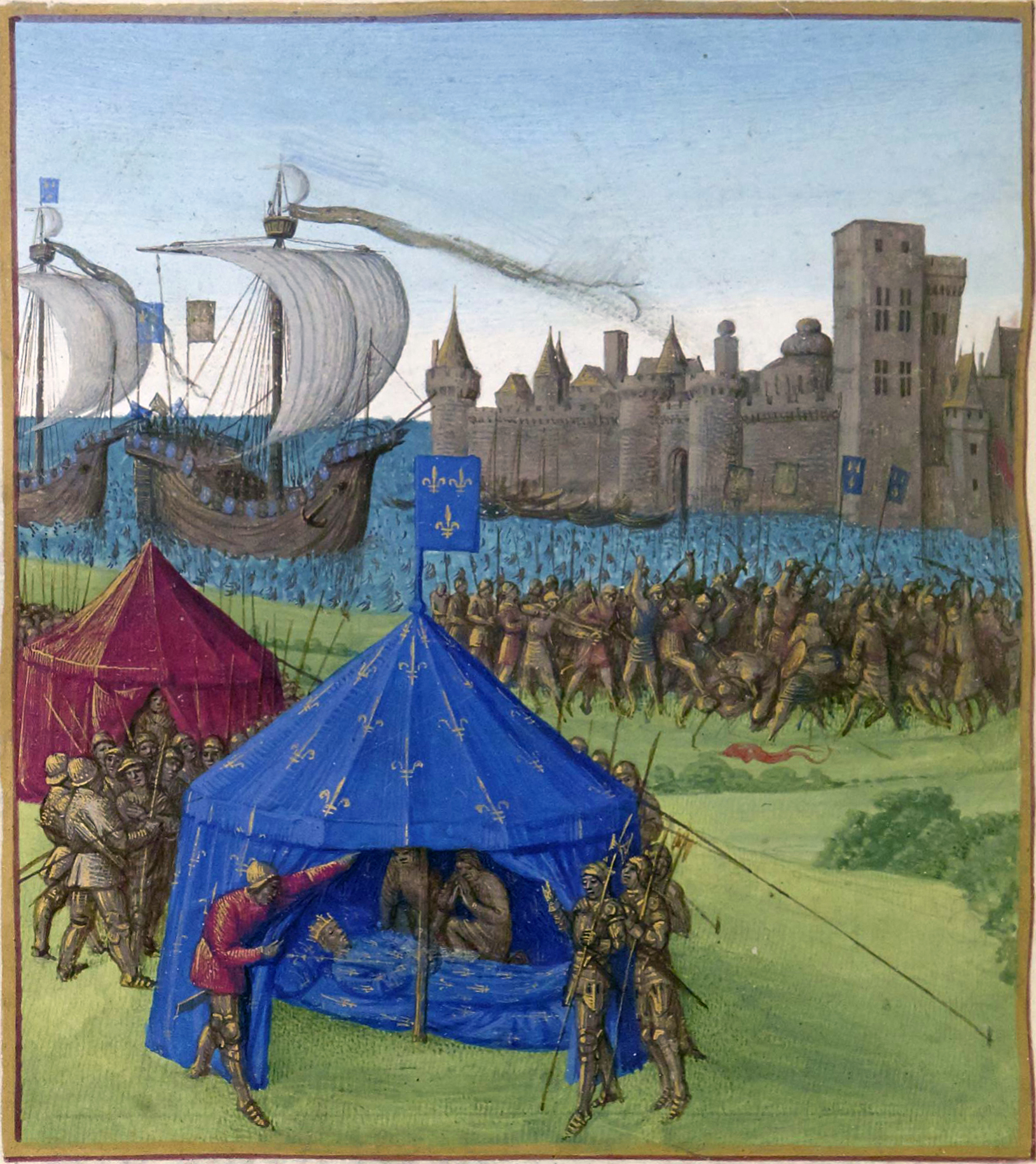
هلاكُ الملكِ لويسَ التاسعِ بالهيضةِ أو الزّحارِ عن ستةٍ وخمسينَ عاماً في معسكرهِ في خرائبِ قرطاجةَ في المحرمِ (669هـ)/ 25 أغسطسَ/آبَ عامَ (1270م).

جلبَ صيفُ شمالِ إفريقيا الحارُّ الوباءَ، وسرعانَ ماانتشرَ الزحارُ في صفوفِ الحملةِ. أصيبَ «جون تريستان» (50-1270م) كونتُ «ڤالوا» ابنُ لويسَ -الذي ولدَ أثناءَ الصليبيّةِ السابعةِ في دمياطَ- بالمرضِ في الثالثِ من أغسطسّ/آبَ ثم تُوفّيّ، ومالبثّ لويسُ أن سقطَ طريحَ الفراشِ أيضاً قبلَ أنْ يلفظَ أنفاسَهِ ويموتَ حتفَ أنفهِ في ندمٍ على سريرٍ من الرمادِ في شهرِ المحرمِ 669هـ الخامسِ والعشرينَ (25) من أغسطسَ/آبَ بعدَ خمسةِ أسابيعَ على وصولهِ، ووصلَ شقيقُه «شارل» ثانيَ يومِِ وفاته، أو يومَ وفاتهِ حسبَ مصادرَ أخر. من غير المعروفِ تحديداً نوعُ المرضِ الذي استشرى فمراجع تذكرُ الهيضةَ (الكوليرا)، وأخرى تذكرُ الطاعونَ [وهوَ أمرٌ غيرُ مرجّحٍ لأنَّ جائحةَ الطاعونِ ذاكَ الوقتِ تكونُ شديدةَ النتائجِ بحيث لاتدعُ لهم مجالاً لبقاءٍ]، وبعضُها الزّحارَ (الديزنطاريا)، وبعضُها التيفوئيدَ، لكنْ يمكنُ بالتأكيدِ إضافةُ قلةِ العنايةِ بالنظافةِ التي كانتْ سمةً اجتماعيّةً عامّةً في أوروپا وقتذاكَ سبباً وجيهاً لتفشي المرض. فإلى مطلعِ القرنِ الثالثَ عشرَ حتى عرفتْ أوروپا المشافيَ التي تختصُّ باستقبالِ المرضى فقط وإنْ تكُ من دونِ أجنحةٍ مستقلةٍ للأمراضِ المعديةِ.

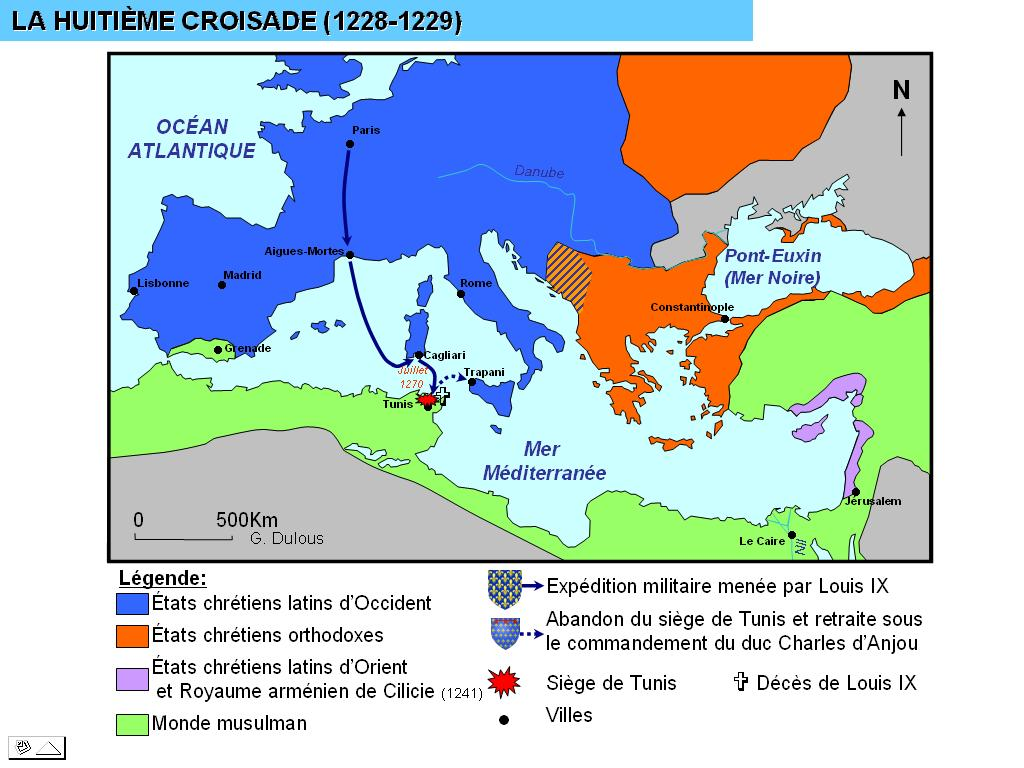
مخططُ مسيرِ الحملةِ الصليبيّةِ الثامنةِ (668-669هـ/1270م)، (يلحظُ أنَّ مساحةَ الدويلاتِ الصليبيّةِ في المشرق Outremer أصغرُ ممّا هوَ مبيّنٌ في الخريطةِ في التاريخِ المذكورِ بعد فتوحاتِ الظاهرِ بيبرسَ في فلسطينَ، وأرمينيا الصغرى وأنطاكيّةَ).

نَادى شارلُ بفيليبَ الثالثِ (ولد 1245، حكم 70–1285) ابنِ لويسَ ملكاً جديداً لفرنسا، لكنْ بسببِ صغر سنّهِ وقلةِ خبرتهِ كانَ شارلُ القائدَ الفعليَّ لما تبقى من الحملة. هزمَ الصليبيونَ جيشَ المستنصرِ -حسبَ المصادرِ الغربيةِ- في معركتينِ حتى طلبَ الأخيرُ الصلحَ، وبسببِ المزيدِ من مرضِ الجنودِ ومرضِ فيليبَ نفسهِ تقررَ التخلي عن حصارِ تونسَ في الثلاثينَ من أكتوبرّ/تشرينَ الأولَ بمجردِ إمضاءِ اتفاقيّةٍ مع السلطانِ (وقعتْ في اليومِ التالي). وافقَ المستنصرُ على تعويضِ فيليبَ الثالثِ وشارلَ بتكاليفِ الحربِ، ودفعِ ضريبةٍ سنويّةٍ لشارلَ مثيلةٍ لما كانَ يدفعُه لفريدريك الثاني هوهنشتاوفن، وطردِ معارضي شارلَ من آلِ هوهنشتاوفن، وتبادلِ الأسرى، وحصلَ الصليبيّونَ والحفصيّونَ على تجارةٍ حرّةٍ متبادلةٍ، والسماحِ بإقامة الرهبانِ والكهنةِ الكاثوليكِ في تونسَ. حصلَ شارلُ على نصيبِ الأسدِ فقدْ نالَ ثلثَ التعويضاتِ ماعدا المكاسبِ الأخرى  مكّنَ المالُ المدفوعُ -مع فضةِ منجمٍ اكتشفَ حديثاً في مملكتهِ- شارلَ من سكِّ العملاتِ المعدنيّةِ الجديدةِ المعروفةِ بـ«كارليني» نسبةً لكارلَ (المقابلِ الألمانيِّ لاسمِ شارلَ). بعد سماعهِ بوفاةِ لويسَ وإجلاءِ الصليبيين من تونسَ، ألغى السلطانُ بيبرسُ خطته لإرسالِ جيشٍ مصريٍّ لمحاربةِ لويسَ في تونس. أبحرتِ الحملةُ في العاشرِ من نوفمبرَ/تشرينَ الثاني، وقد دامت أربعةَ أشهرٍ، أو ستةً بحسبِ ابنِ خلدونَ والأولُ أرجح.
تحالفَ شارلُ مع الأميرِ «إدوارد» وليِّ عهدِ إنجلترا [فيما بعدُ الملكُ «إدواردُ الأولُ» (حكم 1272-1307)] الذي وصلَ متأخراً في اليومِ السابقِ على مغادرةِ الصليبيين تونسَ في ثلاثَ عشرةَ سفينةً، عادَ الإنجليزُ إلى صقليةَ مع بقيةِ الحملةِ حيثُ أمضوا الشتاءَ. تعرضَ الأسطولُ المشتركُ لأضرارٍ بليغةٍ في عاصفةٍ أثناءَ إيابهِ. تضرّرَ معظمُ أسطولِ شارلَ أو فقدَ نتيجةَ العاصفةِ. اضطرَ ما بقيَ من سفنِ الأسطولِ الجنويِّ المشاركِ في الحملةِ الصليبيّةِ للجوءِ إلى صقليةَ نتيجةَ العاصفةِ فما كانَ من شارلَ إلا أنِ استولى عليها مع حمولتها بالرغم من احتجاجاتِ السلطاتِ الجنويّة. واصلَ إدواردُ مسيرَهُ إلى عكا فيما يعرفُ أحياناً بالصليبيّةِ التاسعةِ، والتي كانتْ آخرَ توجهٍ افرنجيٍّ إلى المشرق.

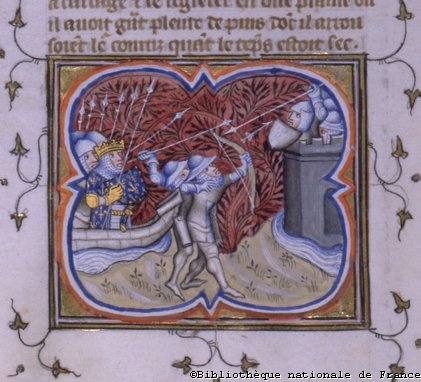
حصارُ مدينةِ تونسَ أثناءَ الحملةِ الصليبيّةِ الثامنة.

## الاتفاقيّة

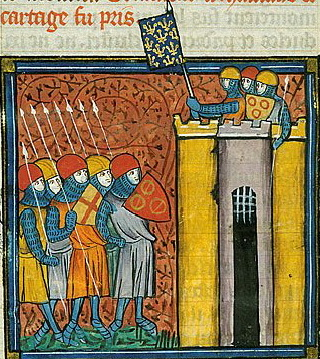
الصليبيّة الثامنة (1270) على تونس.

تكوّنتِ الاتفاقيّةُ المعقودةُ بينَ الصليبيينَ والسلطانِ الحفصيِّ من تسعَ عشرةَ فقرةً (خلا الدبباجة). ذكرَ في مقدمتها (الديباجة) أسماءُ الموقعينَ من كلا الطرفينِ، وهم كما وردوا في المقدمةِ: فيليبُ [الثالثَ] ابنُ لويسَ، وجارلُ [شارلُ] ملكُ صقلية، وتيباطُ [ثيوبالد] ملكُ نفارة، والخليفةُ أميرُ المؤمنينَ [المستنصرُ] وذكرَ فيها:
* الأمانُ لجميعِ رعايا المستنصرِ حالياً ومن يدخلونَ في طاعتهِ مستقبلاً في جميعِ بلادِ الطرفِ الأولِ (المشاركينَ في الحملةِ) في أنفسهم وأموالهم.
* ومنعُ تعدي أيِّ سفنٍ من تبعيّةِ الصلِيبيينَ على بلادِ المستنصرِ والتعويضُ عنِ أيِّ ضررٍ -لو حصلَ- بسببِ ذلكَ [يُقصدُ من ذلكَ منعُ أعمالِ القرصنةِ والسلب].
* وعدمُ بذلِ المعونةِ لأيِّ أحدٍ يريدُ تعدّياً على أو ضرراً ببلادِ المستنصرِ.
* وردُِ كلِّ أحدٍ من رعايا المستنصرِ ممنْ تضرّرَ في نفسهِ أو سفنهِ أو مالهِ في بلادِ الصليبيينَ إلى بلادِ المسلمينَ [يقصدُ أبناءُ السبيلِ ممنْ تضرروا بعاصفةٍ أو نحوِها].
* وأمانُ من يترددُ في السفنِ إلى موانئِ بلادِ المستنصرِ من مسلمينَ ونصارى ومعاملتهم مثل أهلِ البلادِ [يقصدُ به المسافرونَ والزوارُ عموماً].
* ويشملُ هذا الأمانُ أيضاً تجارَ بلادِ الطرفِ الأولِ ماداموا محافظينَ على شروطِ هذهِ الاتفاقيةِ ويعملونَ في تجارتهم [يُقصدُ بذلكَ ألا يكونوا لغرضٍ آخرَ غيرِ التجارةِ كالتجسسِ مثلاً].
* والسماحُ للرهبانِ والقسسِ النصارى بالإقامةِ في بلادِ المستنصرِ، وهوَ يُخصصُ لهم أماكنَ لإقامةِ أديرتهم وكنائسهم ومقابرهم، مع حريةِ إقامةِ شعائرهم [ولم يذكرِ السماحُ لهم بممارسةِ التبشير].
* ويُكفلُ للتجارِ النصارى التعاملُ كما في بلادهم، وضمانُ ما لهم على الناسِ، وردُّ ما أخذَ منهم [يقصدُ بهِ ضمانُ عدمِ الإساءةِ لهم بسببِ هذهِ الحملة].
* وعدمُ سماحِ ملوكِ الطرفِ الأولِ بإقامةِ أحدِ يُناوئُ المستنصرَ ولايعينوا أحداً يريدُ تعدياً أو ضرراً ببلاده.
* وردُّ الأسرى لدى كلٍّ من الطرفينِ إلى الطرفِ الآخر.
* وعودةُ جميعِ قواتِ الطرفِ الأولِ فلايبقى منهمْ أحدٌ في برِّ المسلمينَ بما في ذلكَ منْ قدْ يلحقُ بهم كالأميرِ إدوارد [ويبدو كانَ عندهم علمٌ بقدومِه].
* ومدةُ الاتفاقيةِ خمسَ عشرَةَ سنةً شمسيةً كاملةً بدءاُ من أولِ نوفمبرَ/تشرينَ الأولَ [يقصدُ عامَ 1270م].
* وأداءُ مئتينِ وعشرةِ آلافِ أوقيّةٍ ذهباً، كلُّ أوقيّةٍ بخمسينَ درهماً من دراهمِ الطرفِ الأولِ [عشرةُ ملايينَ وخمسمئةِ ألفِ (10,500,000) درهمٍ] نصفُها حالاً والنصف الآخرُ يُقسَّطُ على السنتينِ التاليتين. [حسبَ ابنِ الشماع كانت مقوّمةً بالفضة، ألفاً ومئة وعشرةِ قناطير من الفضة].
* وكلُّ منْ بقيَ بعدَ خروجِ الصليبيينَ يكونُ في أمانِ المستنصر.
* وكل من حضرَ شاهدٌ على الاتفاقيّةِ وداخلٌ فيها ولازمٌ لها؛ الإمبراطورُ (الأنبرور) بودوين صاحب قسطنطينة [ملكُ المملكةِ اللاتينيّةِ السابقةِ في القسطنطينيّةِ والمُطالبُ بعرشها] والأقماطُ (الكونتات)؛ ألفونس كونت (قُمْطُ) طلّوزة، وغاي (بالإنجليزية: Guy) كونت فلاندر، وهنري كونت لوسنابروك، وجميعُ من حضرَ من الأقماطِ والزعماءِ [أي النبلاء].
* ويعطي المستنصرُ ضماناً للمالِ المتبقي من تجارِ النصارى [ربما سفتجات (كمبيالات) مسحوبة على هؤلاءِ التجارِ بما عليهم من أموال كضمانٍ لأداءِ ما تبقى عليه]، ولايُبقي ببلادهِ أحداً من أعداءِ الطرفِ الآخر.
* وشهدَ كلُّ من حضرَ من الرهبانِ والأساقفةِ والقسسِ والمستنصرِ وولدِهِ وابنُ عبدِ القوي ابنُ صاحبِ تلمسانَ [وكانَ قدمَ إلى تونسَ بمددٍ ونجدةٍ] في الخامسِ من ربيعٍ الآخر لعام 669هـ [الموافقُ للثلاثينَ من أوكتوبرَ/تشرينَ الأولَ عامَ 1270].
* ويُدفعُ لشارلَ عن الأعوامِ الخمسِ الماضيةِ ما كانَ يؤدى للإمبراطورِ [المقصودُ فريدريك الثاني]، ويستمرُ كذلكَ الأمرُ للسنينَ اللاحقة.
* وخاتمته أسماءُ من حرروا الاتفاقَ وشهدوا عليهِ من رعايا المستنصر.
تعدُّ هذهِ الاتفاقيّةُ من أوائلِ اتفاقيّاتِ التجارةِ الحرّةِ الدوليّةِ المحفوظةِ لنا، وكانَ من مصلحةِ تونسَ الاقتصاديّةِ إتمامُها لإيقافِ الحصارِ الذي سبّبتْه الحربِ، واستئنافِ التجارةِ مع أوروبا. وقد ذكر ابن الشماع عدة اتفاقياتٍ تجاريةٍ للمستنصر مع الدولِ الأوروبيّةِ -تدل على سعة علاقاتِ تونسَ ونشاطها التجاري- منها واحدةٌ مع جنوا (1251) لعشر سنين، وأخرى مع البندقية (1251) لأربعين سنة، وثالثة لتجديدِ العلاقاتِ القائمةِ مع بيزا (1264) لثلاثين سنة.
ومخطوطةُ الاتفاقيّةِ محفوطةٌ اليومَ في أرشيفِ وزارةِ الخارجيّةِ الفرنسيّةِ (بالفرنسية: Quai d'Orsay)، وثمةَ صورةٌ شمسيةٌ عنها في متحفٍ بتونسَ.

## ما بعدَ الحملة

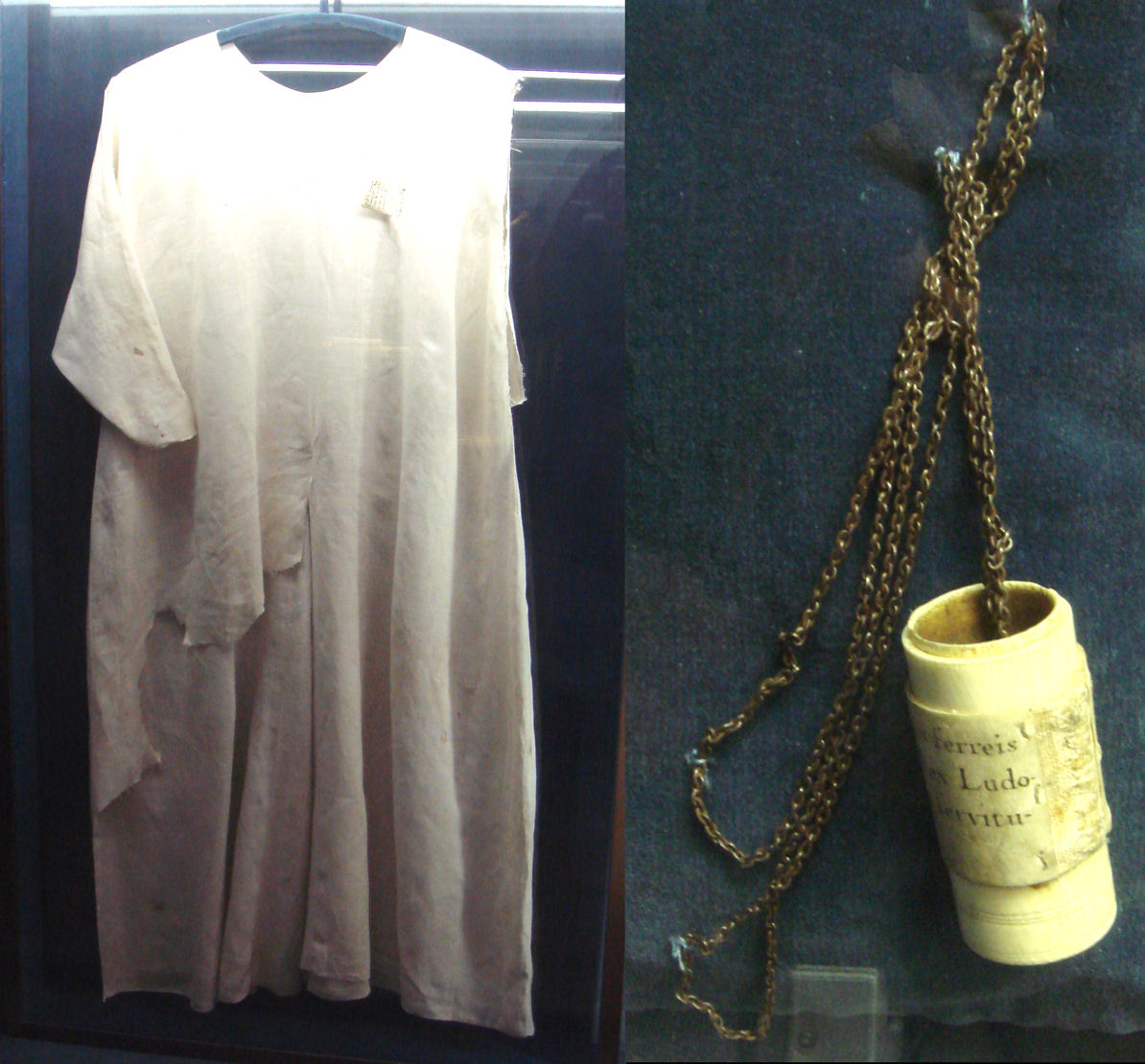
المخلفاتُ المقدسةُ Holy Relics للقدّيسِ لويس Saint Louis قميصُ الشعرِ والسوط.
من ذخائرِ
كاتدرائيّةِ "نوتردامَ دو پاري" Notre Dame de Paris.

كانَ ابنُ خلدونَ (1332م-1406م) من أوائلِ من لاحظوا أنَّ شمالَ إفريقيا كانَ سبّاقاً في الدخولِ في النصرانيّةِ إلى أنْ جاءَ الفتحُ الإسلاميُّ فخرجَ من حياضها، «وذلكَ هو ما يفسرُ أنه لم تزلْ في نفوسهم [الأوربيون] من ذلكَ ضغائنُ، فكانَ يخالجهُمُ الطمعُ في ارتجاعِ ما غُلبوا عليهِ»
 لكنَّ الحملةَ انتهتْ عند هذا الحدِّ وعادَ كلُّ من شاركَ بها مكتفياً بما نالَ من غنائمَ وأموالٍ، ولم يتوجّه إلى فلسطينَ سوى ثلاثَ عشرةَ سفينةً هي كتيبةِ إدواردَ وليِّ عهدِ إنجلترا -الذي لم يصبْ من غنائمِ الحملةِ شيئاً- فلم يكُ منها أمرٌ ذو بالٍ لقلةِ عديدِها وضآلةِ شأنها لا سيّما بوجودِ حاكمٍ قديرٍ وقائدٍ مكينٍ كالظاهرِ بيبرسَ، وانتهزَ شارلُ وفيليبُ وثيوبالدُ القادةُ الرئيسونَ -على ما يبدو- فرصةَ شغورِ منصبِ البابويّةِ (منْ 29 نوفمبرَ/تشرينَ الأولَ 1268م إلى 1 سبتمبرَ/أيلولَ 1271م عندما فشلَ مجمعُ الكرادلةِ في انتخابِ أحدٍ يشغلُ الكرسيَّ الرسوليّ)، وعدمِ وجودِ بابا يحاسبهمْ على نذْرهم، ويقرّعهم على ما آلتْ إليهِ نتيجةُ الحملةِ، ونسيانُهُم بيتَ المقدسِ، فضربوا صفحاُ عن الاتجاهِ إلى الأراضي المقدسةِ واستكانوا لما حققوه، ولعلهم بالأحرى وجدوا -عن حقٍّ- أنَّ هذا أقصى ما يستطيعونَ تحقيقه من أُكُلٍ، فكانتْ حملتهم وحماستهم -بهذا المعنى- إدارةً لاستثمارٍ ناجحٍ أكثرَ مما كانتْ جهاداً في سبيلِ إعلاءِ كلمةِ الربّ.
وأتتِ الفقرةُ المتعلقَة بالسماحِ بإقامةِ الرهبانِ والقسسِ في تونسَ -منْ بينِ تسعَ عشرةَ فقرةً- وحدها لتذرَ الرمادَ في العيونِ بأنهم لم ينسَوا كلمةَ الربِّ في مطالبهم، وأنهم فتحوا البابَ للكنيسةِ مشرعاً لتباشرَ عملها في التنصيرِ -وهيَ نتيجةٌ أكثرَ تواضعاً وأقلَّ طموحاً بكثيرٍ من تنصيرِ سلطانِ تونسَ؛ الحجّةُ التي تفتقتْ عنها أذهانُهمْ لتحويلِ الوجهةِ عنِ الأرضِ المقدسةِ- بالرغمِ منْ أنَّ الاتفاقيّةَ جاءتْ خلواً من أيِّ إشارةٍ لإذنٍ بممارسةِ التبشيرِ في تونسَ. كانتِ الحماسةُ التي واكبتِ الدعوةَ للحملاتِ الصليبيّةَ قد بهتتْ، ثم اضمحلتْ، ثم خبتْ تماماً مع الحملةِ الثامنةِ حتى لقدِ استطالَ الإعدادُ لها أكثرَ من ثلاثةِ أعوامٍ ولمّا تجدِ الاستجابةَ المطلوبةَ، ورأى القائمونَ عليها حلاً وسطاً فتونسُ أقربُ سفراً من مصرَ وأضعفُ جنداً، وغنيّةُ بما يكفي لسدِّ نَهَمِ المستهمينَ على الشركةِ، كانَ اهتمامُ أوروپا قد انصرفَ إلى جمعِ المالِ واحتسابِ الأرباحِ عوضاً عن استردادِ بيتِ المقدسِ أو الموتِ في سبيلِه. وربما كانَ هذا هو ما حملَ البابا بونيفاسَ الثامنَ (حبريته 1294م-1303م) لأنْ يرسمَ لويسَ التاسعَ عامَ 1297م قدّيساً علّه ينفخُ في رمادِ حماسةِ أولئكَ الملوكِ والأمراءِ والنبلاءِ ويوقدُ جمرَ أنظارهمْ فتتقدَ نحوَ بيتِ المقدسِ من جديدٍ بعدما استفرغَتِ البابويّة جهدَها في دعوتِهم منذ سقوطِ عكا آخرِ الإماراتِ الصليبيّةِ عامَ 1291م.
وحالما وُضعَ هذا الانصرافُ نحوَ المالِ كهدفٍ أسمى قيدَ التطبيقِ العمليِّ، ومعَ بدءِ النظامِ الإقطاعيُِ الهرمِ جداً والصارمِ جداً والمتحجرِ جداً بالتحللِ -وربما كانَ من أسبابهِ- انتهتِ الصليبيّاتُ. لقد انتهتِ الحملاتُ الصليبيّةُ حقاً كأولَى المحاولاتِ الاستعماريّةِ -وفقَ المفهومِ الغربيِّ للاستعمارِ- وإن جاءت محاولةً فجّةً وفاشلةً من ناحيةِ استطالتِها وتكاليفِها ونتائجها، ولكنْ متى كانَتِ الحضارةُ الإنسانيّةُ تتفتقُ من أولِ مرةٍ عنْ أكملِ تجربةٍ وأنضجِ ثمرة، ومثلما كانتِ الإمبراطوريّتانِ البرتغاليّة والإسبانيّة إرهاصاً للاستعمارِ اللاحقِ عليهما كالفرنسيِّ والإنجليزيِّ، ربما كانَ علينا أن نكتنه الحروبَ الصليبيّةَ كسلفٍ موغلٍ في القدمِ لدولٍ نعايشها اليومَ كـ«الإمبراطوريّةِ» الأمريكيّةِ على سبيلِ المثال، تُرى هل تبدو المقارنةُ كئيبةً وموحشةً وقصيّةً عن المنطق؟!

## الهوامش
1. ↑  نقلاً عن المقريزي جاء في كتاب لويس التاسع إلى السلطان الصالح أيوب في الصليبية السابعة (1248): "أما بعد فإنه لم يخف عنك أني أمين الأمة العيسوية، كما أني أقول إنك أمين الأمة المحمدية. وإنه غير خافٍ عنك أن أهل جزائر الأندلس يحملون إلينا الأموال والهدايا. ونحن نسوقهم سوق البقر ونقتل منهم الرجال ونرمل النساء، ونستأسر البنات والصبيان، ونخلي منهم الديار، وقد أبديت لك ما فيه الكفاية، وبذلت لك النصح إلى النهاية، فلو حلفت لي بكل الأيمان ودخلت على القسوس والرهبان، وحملت قدامي الشموع طاعة للصلبان، ما ردني ذلك عن الوصول إليك، وقتلك في أعز البقاع عليك، فإن كانت البلاد لي، فياهدية حصلت في يدي، وإن كانت البلاد لك والغلبة علي، فيدك العليا ممتدة إلي. وقد عرّفتك وحذرتك من عساكر قد حضرت في طاعتي، تملأ السهل والجبل، وعددهم كعدد الحصى، وهم مرسلون إليك بأسياف القضا". (المقريزي: السلوك لمعرفة دول الملوك، دار الكتب، القاهرة، 1996، 1/437).
2. ↑  قريةُ تبنين جنوبيَِ لبنانَ حالياً.
3. ↑  جيجل: مدينةٌ ساحليّةٌ في الجزائرِ اليومَ شرقيَّ بُجّايةَ تقعُ منتصفَ الطريقِ بينَ الجزائرِ والحدودِ التونسيّةِ تقريباً، يقالُ كانَ فيها أيامَ الجنويينَ (1240-1514) أكبرُ سوقٍ للرقيقِ في شمالِ إفريقيا. حررها الأخوان بربروس من الجنويّينَ وأسسا فيها نواةً لدولتهم.
4. ↑  وكذلكَ تعلمُ التدوينِ ومسكِ الدفاترِ التجارية مثلُ طريقةِ "القيدِ المزدوجِ" وفقَ الطرقِ المحاسبيّةِ الحديثةِ.
5. ↑  السودان: تسميةٌ عربيّةٌ كانتْ تشملُ في القرونِ الوسطى ما بينَ بحرِ القلزمِ وساحلِ السنغالِ عبرَ وادي النيلِ الأوسط والصحراءِ الكبرى (الحزام الذي يشمل السودان الحالي وتشاد وجنوب ليبيا وجنوب الجزائر والتيجر ومالي وموريتانيا والصحراء المغربية).
6. ↑  مقاطعةُ "ناڤارّا" (بالإنجليزية: Navarra) تقعُ شماليَّ إسبانيا على الحدودِ الفرنسيّةِ ما بينَ مقاطعتيْ "أراچون" منَ الشرقِ و"الباسك" منَ الغربِ، عاصمتها بنبلونة، وكانَ ملكها "ثيوبالدُ الثاني" زوجَ "إيزابيلا" ابنةِ لويسَ.
7. ↑  ذكر ابن خلدون -المولود في 27 مايو/أيار سنة 1332م في تونس (العاصمة)- في كتابه "العبر وديوان المبتدأ والخبر" روايته للأحداث نقلاً عن جده الذي كان عاصرها، فهو لذلك أحد أقرب المؤرخين عهداً بها فضلاً عن اعتماده على روايات شهود عيان.
8. ↑  لقد وصفَ "ويل ديورانت" في "قصةِ الحضارة" المشاركينَ في الحملاتِ الصليبيّةِ بأنصافِ الهمج، وبقيَ المؤرّخونَ الغربيّونَ إلى القرنِ التاسعَ عشرَ حتى أقلعوا عن ذكرِ أن بعضَ هؤلاءِ المشاركينَ كانوا يشوونَ شيئاً منْ لحومِ ضحاياهمْ إذا لم يجدوا ما يتناولون.
9. ↑  ذكرها محمد العروسي المطوي على أنها "لوكسمبورغ"، لكن إذا حذفنا اللام "Le" أو "La" البادئة الفرنسيّةَ فقد تصبح "أوسنابروك" وهي مدينة تقع شمالَ غربي ألمانيا

### ثبت المراجع
1. ↑  Riley-Smith 2005، صفحات 207–208.
2. ↑  Riley-Smith 2005، صفحات 239–240.
3. ↑  Vasiliev، Alexander A. (1952). History of the Byzantine Empire, 324–1453. Univ of Wisconsin Press. ص. 546. ISBN:978-0299809263. مؤرشف من الأصل في 25 /1/ 2021. {{استشهاد بكتاب}}: تحقق من التاريخ في: |تاريخ أرشيف= (مساعدة)
4. ↑  Riley-Smith 2005، صفحة 241.
5. ↑  Dunbabin, Jean (1998). P. 196.
6. ↑  Dunbabin, Jean (1998). P 195.
7. ↑  Straver، Joseph R. (31 يناير 1962). A History of the Crusades, Volume 2. Philadelphia: University of Pennsylvania Press. ISBN:9781512819564. مؤرشف من الأصل في 2020-03-05.
8. ↑  المغلوث، سامي بن عبدالله، ص 177.
9. ↑  وات، مونتجومري (1983)، ص 88.
10. ↑  جيري بروتون: عصرُ النهضةِ - مقدمةٌ قصيرةٌ جداً، ص 35.
11. ↑  المطوي، محمد العروسي (1982)، ص 134.
12. 1 2  محمد العروسي المطوي (1982)، ص 135.
13. 1 2  Narbaitz, Pierre (2007). pp. 256–257.
14. ↑  Riley-Smith 2005، صفحات 209-210.
15. 1 2 3  ابن الشماع، ص ص 62-74.
16. ↑  المغلوث، سامي بن عبدالله، ص 188.
17. ↑  المطوي، محمد العروسي: ص 137.
18. ↑  المطوي، محمد العروسي: ص 137، نقلاً عن ابنِ خلدون.
19. ↑  المطوي، محمد العروسي: ص 138.
20. ↑  المغلوث، سامي بن عبدالله، ص 190.
21. 1 2  Riley-Smith 2005، صفحة 211.
22. ↑  وات، مونتجومري (1983)، ص 93.
23. ↑  Runciman (1958), pp 143-144.
24. ↑  Dunbabin (1998), pp 157, 161.
25. ↑  المقريزي: (1997). English translation by Bohn, Henry G., (1969). p 69, vol 2.
26. ↑  Runciman (1958), p 143.
27. ↑  Runciman (1958), p 150.
28. ↑  المطوي، محمد العروسي: ص ص 145-149.
29. ↑  المغلوث، سامي بن عبدالله، ص 189.

### بيانات المراجع
- المطوي، محمد العروسي، الحروب الصليبية في المشرق والمغرب، دار الغرب الإسلامي، تونس، الطبعة الثانية، 1982.
- المغلوث، سامي بن عبد الله، أطلس الحملات الصليبية على المشرق الإسلامي في العصور الوسطى، مكتبة العبيكان، الرياض، الطبعة الأولى 1430هـ/2009م.
- ابن الشماع، الأدلة البينة النورانية في مفاخر الدولة الحفصية، تحقيق الطاهر المعموري، الدار العربية للكتاب، تونس، 1988.
- وات، مونتجومري: فضلُ الإسلامِ على الحضارةِ الغربيّةِ، ترجمة حسين أحمد أمين، دار الشروق، القاهرة، مصر، ط1، 1403هـ/1983م، ترجمةٌ لكتابِ "The Influence of Islam on Medieval Europe" (تأثيرُ الإسلامِ على أوروپا العصرِ الوسيط)، مطبعةُ جامعةِ إدنبرة، 1972، وهو مجموعة محاضراتٍ في «الكوليج دو فرانس» عامَ 1970.
- بروتون، جيري، عصرُ النهضةِ - مقدمةٌ قصيرةٌ جداً، ترجمةُ إبراهيم محروس، مؤسسة هنداوي للتعليم والثقافة، ط1 2014 (الطبعةُ الإنجليزيةُ 2005، مطبعةُ جامعةِ أوكسفورد)، ISBEN 987 977 719 387
- المقريزي، السلوك لمعرفة دول الملوك، دار الكتب، القاهرة، مصر، (1997).

English translation by Bohn, Henry G., "The Road to Knowledge of the Return of Kings", Chronicles of the Crusades, AMS Press, (1969
- Narbaitz, Pierre (2007): Navarra o cuando los vascos tenían reyes. Tafalla: Editorial Txalaparta
- Runciman, Steven (1958). The Sicilian Vespers: A History of the Mediterranean World in the Later Thirteenth Century. Cambridge University Press. ISBN 978-1-107-60474-2
- Dunbabin, Jean (1998). Charles I of Anjou. Power, Kingship and State-Making in Thirteenth-Century Europe. Bloomsbury. ISBN 978-1-78093-767-0
- مسار=https://penn.degruyter.com/view/book/9781512819564/10.9783/9781512819564-021.xml%7Cعنوان=A History of the Crusades, Volume 2|تاريخ=1962-01-31|ناشر=University of Pennsylvania Press|ISBN=9781512819564|مكان=Philadelphia|الأخير=Straver|الأول=Joseph R.| مسار أرشيف = https://web.archive.org/web/20200305184518/https://www.degruyter.com/view/books/9781512819564/9781512819564-021/9781512819564-021.xml | تاريخ أرشيف = 5 مارس 2020
- Riley-Smith, Jonathan (2005) [1987]. The Crusades: A History (2nd ed.). New Haven, Connecticut: Yale University Press. ISBN 978-0-8264-7270-0

| انظر أيضاً               |                    |                         |
| الحملة التي قبلها       | حملات صليبية       | الحملة التي بعدها       |
| الحملة الصليبية السابعة | تاريخ الحملة: 1270 | الحملة الصليبية التاسعة |